# Souclin
Souclin település Franciaországban, Ain megyében. Lakosainak száma 263 fő (2022. január 1.). Souclin Bénonces, Cleyzieu, Conand, Saint-Sorlin-en-Bugey, Torcieu, Vaux-en-Bugey, Villebois és Sault-Brénaz községekkel határos.

## Népesség
A település népessége az elmúlt években az alábbi módon változott:
| Lakosok száma | 190  | 200  | 197  | 256  | 264  | 267  | 273  | 273  | 271  | 263  |
|               | 1968 | 1982 | 1990 | 2006 | 2013 | 2015 | 2017 | 2019 | 2020 | 2022 |